# 高嶺剛
高嶺 剛（たかみね ごう、1948年11月12日 - ）は、沖縄県石垣島川平出身の映画監督。京都市在住。

## 略歴
小学生になる前に那覇市に移り住む。1969年、京都教育大学特修美術学科に「国費留学生」として進学。在学中から自主映画を取り始めるが、大学中退。
ほぼ一貫して、沖縄をテーマとする映画を制作している。ジョナス・メカスの影響をもとにドキュメンタリー映画を撮っていたが、『パラダイスビュー』（1985年）からは劇映画に進出。1989年の作品『ウンタマギルー』は日本映画監督協会新人賞、ベルリン国際映画祭カリガリ賞、ナント三大陸映画祭最優秀賞などを受賞した。
2008年の作品『Puppet shaman star』は沖縄を舞台としておらず、京都在住の顔師（祇園祭の稚児の顔に化粧をする職）にして人形つかいの奥山恵介をとりあげたドキュメンタリーである。

## 監督作品
- サシングヮー（1973年）
- オキナワン・ドリーム・ショー（1974年）
- オキナワンチルダイ（1978年）
- WILD UUMAKU OKINAWAN ROCKER CONDITION GREEN（1979年）
- V.O.H.R.（1982年）
- パラダイスビュー（1985年）
- ウンタマギルー（1989年）
- 石にサシングヮー（1992年）
- ウチナーイミムヌガタイ（1993年）
- 嘉手苅林昌 唄と語り（1994年）
- 私的撮夢幻琉球 J・M（1996年）
- 夢幻琉球・つるヘンリー（1999年）
- CHI（2003年）
- OKINAWA SHIMAUTA QUEEN 大城美佐子（2007年）
- Puppet shaman star（2008年）
- 変魚路（2016年）